# Yang Hak-Seon
Yang Hak-Seon (Gwangju, Corea del Sur, 6 de diciembre de 1992) es un gimnasta artístico surcoreano, especialista en la prueba de salto de potro, con la que ha sido campeón olímpico en 2012 y dos veces campeón del mundo en 2011 y 2013.

## Carrera deportiva
En el Mundial celebrado en Tokio de 2011 gana el oro en salto de potro, quedando por delante del ruso Anton Golotsutskov y el japonés Makoto Okiguchi.
En los JJ. OO. de Londres 2012 gana el oro en salto, por delante del ruso Denis Abliazin y el ucraniano Igor Radivilov.
En el Mundial de Amberes 2013 vuelve a ser oro en salto, esta vez por delante del estadounidense Steven Legendre y el británico Kristian Thomas.